# مانويل روميراليس
مانويل روميراليس كوينتيرو (بالإسبانية: Manuel Romerales Quintero)‏ (1875 - مدريد، 29 أغسطس 1936 - مليلية) هو جنرال عسكري إسباني، أعدمه المتمردون في بداية الحرب الأهلية الإسبانية.

## السيرة الذاتية
دخل أكاديمية المشاة العامة في سن الثامنة عشرة، وتخرج منها برتبة ملازم. وشارك في الحرب الإسبانية الأمريكية في كوبا وفي حرب المغرب. وتم ترقيته إلى عقيد على أساس مزايا الحرب وكان أستاذًا في أكاديمية توليدو للمشاة. من نهاية سنة 1933 حتى صيف 1935 كان أول قائد عام المنطقة الشرقية من المحمية الإسبانية في المغرب ومقرها مليلية. ثم عاد إليها مرة أخرى في مارس 1936. وعندما حدثت الانتفاضة العسكرية، احتلت مجموعة من الضباط والقادة المتمردين بقيادة العقيدين لويس سولانس لابيدان وخوان سيغي، مبنى القيادة حيث كان يوجد الجنرال روميراليس وأركانه، معظمهم ممن كان مع التمرد. وتحت التهديد بإعدامه في ذلك الوقت، أجبروا الجنرال على الاستسلام والخروج من مبنى القيادة، حيث اعتقل ومعه مرافقيه.
في 26 أغسطس عقدت محاكمة عسكرية برئاسة الجنرال مانويل دي لا غاندارا. حيث اتهموا الجنرال روميراليس بإغلاق الكازينو العسكري، وأنه أمر بتجنب المواجهات بين الضباط ومقاتلي الشباب الاشتراكي الموحد، بالثناء على بيان الجبهة الشعبية في الأول من مايو الماضي والالتزام بتوجيهات الجبهة. 1 طلب المدعي العام عقوبة الإعدام بتهمة التمرد والخيانة العسكرية، والتي نفى فيها الجنرال روميراليس - عندما سُمح له بالتعبير عن رأيه - أي خيانة واستجوب المحكمة عن الأسباب من حيث الشكل والمضمون. ولكن حُكم عليه بالموت وأطلق النار عليه في ميدان الرماية في حصن روستروجوردو.